# Leon Niemczyk
Leon Stanisław Niemczyk (sinh 15-12-1923 tại Warschau, mất 29-11-2006 tại Łódź) là một diễn viên người Ba Lan.

## Tiểu sử
Vào những năm 1940, Leon Niemczyk bắt đầu làm việc trong nhà hát, khởi sự nghiệp diễn viên của mình. Trong một buổi biểu diễn, ông được một nhà làm phim từ Łódź phát hiện.
Niemczyk trở thành một trong những diễn viên xuất sắc tại Ba Lan từ những năm 1950. Ông đã làm việc cùng các đạo diễn lớn nhất của Ba Lan. Một số bộ phim của ông vẫn là những huyền thoại của điện ảnh Ba Lan và vượt ra ngoài biên giới của Ba Lan. Tổng cộng ông đã xuất hiện trong hơn 150 bộ phim. Những phim nổi tiếng là Chuyến tàu đêm (1959) của Jerzy Kawalerowicz, The Crusader (1960) của Aleksander Ford dựa trên cuốn tiểu thuyết của Henryk Sienkiewicz,Die Wölfin (1983) và một thời gian ngắn trước khi qua đời, phim Inland Empire (2006).
Với khán giả Việt Nam, ông được biết đến qua bộ phim Hồ sơ thần chết do Cộng hòa Dân chủ Đức và Ba Lan hợp tác (1980).

## Các phim tham gia
- 1957: Der achte Wochentag (PL/Berlin (West))
- 1962: Das Messer im Wasser
- 1966: Die gefrorenen Blitze (Cộng hòa Dân chủ Đức)
- 1968: Gräfin Cosel (PL)
- 1969: Zeit zu leben (DDR)
- 1969: Verdacht auf einen Toten (DDR)
- 1969: Aus unserer Zeit. EP 4: Der Computer sagt: nein (Cộng hòa Dân chủ Đức)
- 1970: Pygmalion XII (DDR)
- 1970: Folge einem Stern (phim truyền hình Cộng hòa Dân chủ Đức)
- 1971: KLK an PTX – Die Rote Kapelle (Cộng hòa Dân chủ Đức)
- 1971: Tecumseh (Cộng hòa Dân chủ Đức)
- 1971: Copernicus/Kopernik (Cộng hòa Dân chủ Đức-Ba Lan)
- 1973: Unterm Birnbaum
- 1975: Die schwarze Mühle (TV)
- 1975: Das unsichtbare Visier (TV, DDR)
- 1975: Cảnh sát 110: Zwischen den Gleisen (phim truyền hình Cộng hòa Dân chủ Đức)
- 1976: Im Staub der Sterne (DEFA, DDR)
- 1976: Trini
- 1978: Severino
- 1978: Anton der Zauberer
- 1980: Hồ sơ thần chết (phim truyền hình 13 tập Cộng hòa Dân chủ Đức-Ba Lan)
- 1980: Levins Mühle (DEFA, DDR)
- 1982: Der lange Ritt zur Schule (DEFA, DDR)
- 1982: Der Prinz hinter den sieben Meeren (DEFA, DDR)
- 1983: Ärztinnen (DDR)
- 1985: Franziska (TV, DDR)
- 1985: Sachsens Glanz und Preußens Gloria (phim truyền hình 6 tập Cộng hòa Dân chủ Đức)
- 1986: Der Bärenhäuter (DDR)
- 1988: Präriejäger in Mexiko (phim truyền hình Cộng hòa Dân chủ Đức)
- 1989: Vera - Der schwere Weg der Erkenntnis (phim truyền hình 3 tập, Cộng hòa Dân chủ Đức)
- 1989: Der Streit um des Esels Schatten (Cộng hòa Dân chủ Đức)
- 1992: Der Daunenträger (PL/F/BRD)
- 1993: Das Heimweh des Walerjan Wróbel (TV, BRD)
- 1998: Paula und das Glück (PL/BRD)

## Liên kết
- DEFA-Sternstunden Lưu trữ ngày 8 tháng 8 năm 2014 tại Wayback Machine
- Portrait auf filmpolski.pl mit Fotos